# Helfenberg
Helfenberg är en ort och kommun i Österrike. Den ligger i distriktet Rohrbach i förbundslandet Oberösterreich, 170 kilometer väster om huvudstaden Wien. 
Kommunen utökas 2018 med orten Waldhäuser som tidigare ingick i kommunen Afiesl. År 2019 så uppgick kommunen Ahorn i Helfenberg. De orter som tidigare låg i Ahorn är markerade med * efter namnet i listan nedan.
Kommunen består av 20 orter (Ortschaften) (inom parentes invånarantal 1 januari 2024):

- Ahorn* (123)
- Altenschlag (98)
- Auhäuser (39)
- Dobring (56)
- Helfenberg (486)
- Kleintraberg* (11)
- Lichtmeßberg* (2)
- Mühlholz (0)
- Neuling (101)
- Neuschlag (20)
- Oberbrunnwald* (0)
- Obertraberg* (59)
- Penning* (8)
- Piberstein* (154)
- Preßleithen (27)
- Schallenberg* (7)
- Spanfeld (113)
- Thurnerschlag* (113)
- Untereben (13)
- Waldhäuser (144)